# Елизе Реклю
Елизе Реклю, пълно име Жак Елизе Реклю (фр. Jacques Élisée Reclus; 15 март 1830 г., Сент-Фой-ла-Гран – 4 юли 1905 г., Тору) – френски географ и историк, член на Парижкото географско дружество, убеден вегетарианец и анархист.

## Биография
Роден в семейството на селски протестантски пастор в град Сент-Фой-ла-Гран в Южна Франция. Учи в протестантската гимназия в Нойвид в Германия, през 1848 г. започва да учи теология в Монтобан, но скоро се отказва от намеренията си да стане теолог. Посещава лекции в Берлинския университет, където учи при Карл Ритер.
След като се оттегля от Франция след преврата от 1851 г., той живее в Лондон, през 1852 – 57 г. пътува из Европа и Америка. След като се проваля в създаването на селскостопанска комуна в Колумбия (Република Нова Гранада) и се завръща в Париж, от 1859 г. Реклю започва да публикува статиите си в Вестника на двата свята (Revue des Deux Mondes) по география, литература, международна политика, икономика, археология, библиография; също така публикува статии в Tour du Monde и други географски списания. През 1867 г. първият том на книгата му Земя. Описание на живота на земното кълбо. Той също така подкрепя републиканското и работническото движение и през 1868 г., заедно с Михаил Бакунин и Д. Фанели основава Алианса на социалистическата демокрация, който през 1869 г. се присъединява към Първия интернационал.
По време на обсадата на Париж през 1870 г. Реклю участва в обществото на балоните, което е под контрола на Надар, и служи в националната гвардия. Продължавайки службата си в Националната гвардия и по време на Парижката комуна, Реклю е пленен по време на разузнавателна мисия и е осъден на изгнание в Нова Каледония, но това е заменено с изгнание по искане на учени и политици.
Реклю се установява в Италия, след това в Швейцария. През 1893 г. той е поканен на поста професор по сравнителна география в Брюкселския университет, но правителството и повечето професори, които не споделят политическите възгледи на Реклю, протестират срещу поканата му и университетският съвет е принуден да откаже на Реклю. Тогава Реклю и неговите поддръжници през 1894 г. създават Нов брюкселски университет, където Реклю започва да преподава.
Както си спомня Анжелика Балабанова за Реклю: „Жена му му даваше само няколко цента на ден за джобни разходи, защото знаеше, че той дава всичко, което има, често на онези, които злоупотребяват с доверието и добротата му“.
Погребан е в гробището Иксел в предградията на Брюксел.

## Научни приноси
Авторът на многотомния труд „Земята и хората“, който претендира да бъде пълно географско описание на земното кълбо. Представител на „анархисткото“ направление в географията (заедно с Лев Мечников и Пьотър Кропоткин).
Още в младостта си Реклю реши, че ще направи описание на географията на Земята и за тази цел посети много страни по света. Той започва своите пътувания като дете. Непреодолимото желание за нови знания и впечатления не му позволи да остане на едно място дълго време. Бъдещият учен изучава географията на Земята и историята на човечеството практически, като първо пътува много, а след това дълги години съставя географски пътеводители за известното френско издателство Achette.
Той пише най-големия си труд „Земята и хората“, издаден в 19 тома, в продължение на 20 години (от 1873 до 1893 г.), като всяка година публикува около 900 страници текст, с много карти, рисунки и чертежи. Събирането на материал и свързаните с него непрекъснати пътувания, както и създаването на окончателния текст, заемаха цялото свободно време на учения и изискваха от него пълна безкористност в името на целта. Авторът разглежда историята на Земята в съвкупността от нейните характеристики: география, природа, климат, етнография и статистически данни за населението на различни региони и тяхната дейност.

## Основни трудове
- Реклю, Жан Жак Элизе. Земля и люди. Всеобщая география.   Санкт Петербург, 1877 – 1896. с. 19 тома.
- Реклю, Жан Жак Элизе. Человек и Земля.   Санкт Петербург б, Брокгауз-Ефрон, 1906 – 1909.
- Реклю, Елизе. Эволюция, революция и идеалы анархизма.   Москва, ЛИБРОКОМ, 2009. ISBN 978-5-397-00273-8. с. 104 с. DjVu, 6 Мб.
- Реклю, Елизе. Эволюция. Революция и анархический идеал. Анархия. Богатство и нищета. Анархия и Церковь. Моему брату крестьянину.   Санкт Петербург, Москва, Голос, Труд, 1921. с. 203.

## Памет
Полуостров Реклю в северозападната част на Антарктическия полуостров е наречен на него.